# Journée internationale de l'homme
 (septembre 2020).
Si vous disposez d'ouvrages ou d'articles de référence ou si vous connaissez des sites web de qualité traitant du thème abordé ici, merci de compléter l'article en donnant les références utiles à sa vérifiabilité et en les liant à la section « Notes et références ».
La Journée internationale des hommes (IMD, d'après son nom anglais) est un événement international célébré tous les 19 novembre depuis 1999. Elle vise à revaloriser le rôle des hommes au sein de la société ainsi qu'à mettre en lumière les domaines dans lesquels les différences hommes-femmes les désavantagent.
Contrairement à la Journée internationale des femmes, la Journée internationale des hommes n'est pas officiellement reconnue par l'ONU.

## Historique

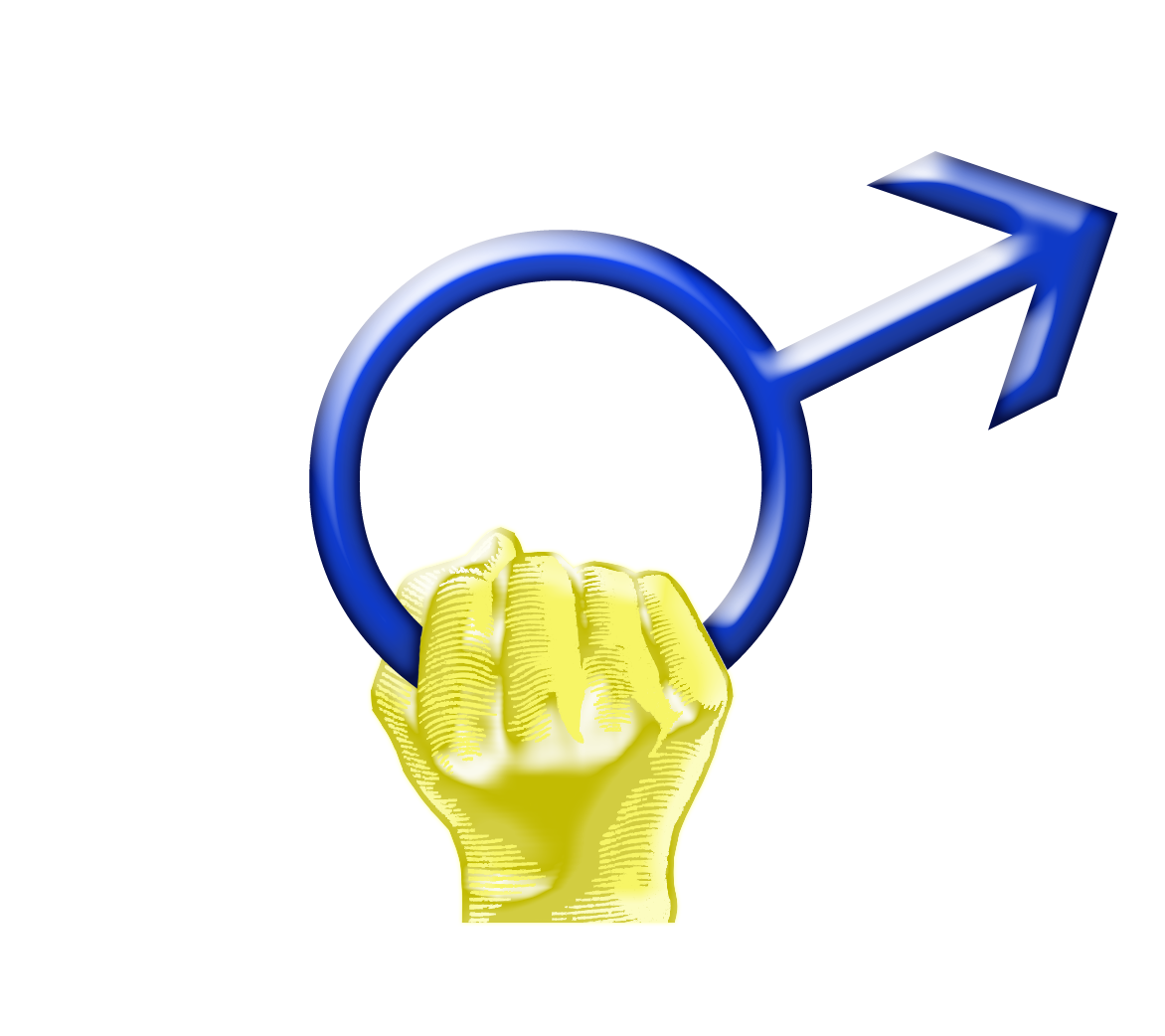
Symbole de la Journée internationale des hommes

Une première journée internationale de l'homme a été créée le 7 février 1992 par le professeur Thomas Oaster.
C'est Jerome Teelucksingh qui choisit la journée du 19 Novembre en hommage à l'anniversaire de son père. Il souhaite "lutter pour l'égalité des sexes et tenter de supprimer l'image négative et stigmatisée qui est associée à l'homme dans notre société". Ainsi, le 19 Novembre 1999 se célèbre officiellement la première journée de l'homme à Trinité-et-Tobago. Petit à petit, d'autres pays comme la Jamaïque, l'Australie, l'Inde, le Royaume-Uni, le Ghana, la Hongrie (...) ont aussi decidé d'inclure la Journée Internationale de l'homme dans leur calendrier.

## Description
Cette section ne s'appuie pas, ou pas assez, sur des sources secondaires ou tertiaires indépendantes du sujet.

Pour l'améliorer, ajoutez-en, ou placez des modèles {{Source secondaire souhaitée}} ou {{Source secondaire nécessaire}} sur les passages mal sourcés. (mai 2020)
Selon ses créateurs, la journée internationale des hommes est un temps pour mettre en évidence la discrimination à leur encontre dans les domaines de la santé, du droit de la famille, de l'éducation, des médias ou d'autres domaines et à célébrer leurs contributions positives et les réalisations[source insuffisante]. Au cours de ces dernières années, la journée internationale des hommes comprend des séminaires publics, des activités en classe dans les écoles, des programmes de radio et de télévision, des expositions, des marches pacifiques, des débats et des tables rondes,. Observer cette journée annuelle est facultatif, dans le sens où l'ONU ne reconnait pas cette journée, et des forums appropriés peuvent être utilisés[précision nécessaire]. Les pionniers de la journée internationale des hommes ont rappelé que le jour n'est pas destiné à concurrencer la journée internationale des droits des femmes, mais a pour but de mettre en évidence les expériences des hommes[réf. nécessaire]. Chaque année un thème différent est mis en évidence, comme la paix en 2002, la santé des hommes en 2003, ou la guérison et le pardon en 2007. D'après le site officiel, les défis actuels sont : le taux de suicide trois fois plus élevé chez les hommes que chez les femmes, les hommes victimes de violences conjugales, l’espérance de vie des hommes 4-5 ans plus courte, le cancer des poumons et les maladies cardiaques touchant deux fois plus les hommes que les femmes.

## Objectifs
Les objectifs de la célébration d'une journée internationale des hommes, sont la focalisation sur les hommes et la santé des garçons, l'amélioration des relations entre les sexes, la promotion de l'égalité entre les sexes, et mettant en lumière des modèles masculins,. C'est une occasion pour les hommes de mettre en évidence la discrimination à leur encontre[réf. nécessaire] et à célébrer leurs réalisations et leurs contributions, en particulier à la communauté, la famille, le mariage, et les soins des enfants,,[source insuffisante].
La journée internationale de l'homme a défini plusieurs objectifs quant à son action, :
- promouvoir les modèles masculins ; pas uniquement les stars de cinéma et les vedettes du sport, mais les ordinaires comme les hommes de classe ouvrière qui vivent leurs vies de façon honorable et honnête[17].
- célébrer les contributions positives des hommes à la société, à la communauté, à la famille, au mariage, aux soins des enfants et à l'environnement[17].
- se concentrer sur la santé et le bien-être des hommes ; socialement, émotivement, physiquement, sexuellement et spirituellement[17].
- dévoiler la discrimination contre les hommes ; dans les secteurs des services sociaux, des attitudes sociales, des attentes, de la loi et des sanctions judiciaires[18].
- améliorer les relations entre les sexes et pour promouvoir l’égalité[17].

## Représentation dans le monde

### International
S'exprimant au nom de l'UNESCO en 2001, la directrice de la femme et de la Culture de la Paix, Ingeborg Breines, dit de cet évènement : « C'est une excellente idée et donnerait un certain équilibre entre les sexes ». Elle ajoute alors que l'UNESCO a hâte de collaborer avec les organisateurs de l'IMD,.

### Au Québec
Au Québec, la Journée internationale de l'homme s'inscrit dans le cadre de la Semaine québécoise pour la santé et le bien-être des hommes,

### En France
En France et en Belgique, la journée est peu connue. Elle a été introduite en 2018 par les associations de défense des hommes SOS Papa et a été soutenue par Paternet et le Groupe d’études sur les sexismes.
Cette journée a été mise en place en France à une occasion, en 2019,,. L'association Osez le féminisme a communiqué sur le sujet en dénonçant notamment une « validation par les pouvoirs publics des théories masculinistes rétrogrades, obstacles à l’égalité entre les femmes et les hommes, ». Françoise Picq, historienne du féminisme et féministe engagée, a exprimé son opinion sur les objectifs de la journée : « C’est un discours complètement à côté de la réalité. C’est typique du discours masculiniste, cette façon de caricaturer le discours des féministes. Sous prétexte de défendre l’égalité, on met sur le même plan des discriminations érigées en système qui touchent les femmes, une réalité appuyée par des chiffres, et des histoires individuelles qui touchent des hommes mais qui ne sont pas systématiques. »

### En Afrique

#### Au Cameroun
Au Cameroun et en Afrique, ce n'est qu'en 2022 que cette journée va véritablement être célébrée dans un climat ou l'association jeunesse engagée unie et solidaire pose la problématique taboue des violences faites aux hommes. Ce combat unique en son genre est porté par tout un programme ; celui du programme de lutte contre les violences faites aux hommes et de la solidarité entre les genres en Afrique. Lors de la première célébration au Cameroun, plusieurs campagnes de sensibilisation ont été menées notamment avec le soutien remarquable de Samantha Edima, Miss Cameroun 2022. Ainsi que plusieurs passages dans les chaînes de télévision.[réf. nécessaire]
En Afrique, le discours culturel sur une éternelle virilité de l’homme qui n’a pas besoin de pitié ou de protection contribue fortement à entraîner un nombre important de violences sournoises contre les hommes et plusieurs injustices qui freinent les initiatives contre une égalité entre les genres. Beaucoup préfèrent subir en silence, car reconnaître qu’on est victime de violence serait s’exposer à de nombreuses railleries. Mais la journée crée un débat bien plus large.[réf. nécessaire]